# Anthony Agius Decelis
Hon. Anthony Agius Decelis ist ein maltesischer Politiker der Partit Laburista (PL), der von 2008 bis 2022 Mitglied des Repräsentantenhauses war.

## Leben
Anthony Agius Decelis, absolvierte ein Studium der Fächer Jugend- und Gemeinschaftsstudien, informelle Bildung und Betriebswirtschaftslehre an der Universität Malta, welches er mit einem Bachelor of Arts (B.A.) beendete, und arbeitete im Anschluss m Gesundheitssektor. Bereits in seiner Jugend begann er sein politisches Engagement in der Jungen Sozialistischen Liga GħŻS (Għaqda Żgħażagħ Socjalisti), der Jugendorganisation der Arbeiterpartei PL (Partit Laburista), und war stellvertretender Sekretär für Internationales sowie mehrere Jahre Sekretär für Öffentlichkeitsarbeit. In der PL war er Vertreter der Kandidatensektion im Nationalen Exektivvorstand der Partei sowie sieben Jahre lang Vizepräsident der Kandidatensektion. Am 18. April 2008 wurde er für die Partit Laburista erstmals zum Mitglied des Repräsentantenhauses (Kamra Tad-Deputati) gewählt und gehört diesem nach seinen Wiederwahlen am 28. März 2013 und am 6. Juni 2017 bis zum 26. März 2022  als Vertreter des 11. Wahldistrikts an, zu dem Mdina, Attard, Balzan und Mosta gehören. In der 12. Legislaturperiode (2013 bis 2017) war er zeitweise Vorsitzender des Ausschusses für soziale Angelegenheiten.
Im Kabinett Muscat III bekleidete Agius Decelis vom 9. Juni 2017 bis zum 15. Januar 2020 als Parlamentarischer Sekretär für Behinderte und aktives Älterwerden beim Minister für Familie, Kinderrechte und soziale Solidarität. Nach seinem Ausscheiden aus dem Kabinett wurde er vom neuen Premierminister Robert Abela als Nachfolger von Stefan Zrinzo Azzopardi zum Vorsitzenden der staatlichen Grand-Harbour-Regenerationssgesellschaft (Grand Harbour Regeneration Corporation) ernannt.
Aus seiner Ehe mit Josette Agius, die Vize-Bürgermeisterin von Mosta war, gingen die beiden Töchter Danika and Anne Marie Agius hervor.